# Vinko Paić-Ožić
Vinko Paić-Ožić (Split, 27. svibnja 1912. – Sinj, 22. kolovoza 1941.), hrvatski antifašistički borac i komunist.

## Životopis
Rodio se u splitskoj zemljoradničkoj obitelji. Godine 1939. pristupio je KPJ/KPH. Po slomu Kraljevine Jugoslavije, započeo je sakupljati oružje za ustanak. Krajem lipnja 1941. postao je član borbenih grupa za izvođenje sabotaža, diverzija i oružanih napada na fašiste. Prilikom formiranja Prvog splitskog partizanskog odreda 9. kolovoza 1941., Paić-Ožić je bio među komunistima i skojevcima koji su ušli u njegov sastav. Odred je krenuo u akciju 11. kolovoza iz splitskog polja preko Mosora za Dinaru. Odred je kod sela Košuta upao u zasjedu koju su pripremile lokalna ustaška milicija, oružnici, ustaše i Talijana rano ujutro 14. kolovoza. U borbi je teško ranjen, pa je dragovoljno odlučio pokrivati povlačenje partizanskog odreda i dvaput odbio povlačenje. Krajem dana je uhićen i dopremljen u sinjski zatvor, gdje je umro od posljedica teškog ranjavanja u borbi i mučenja u sinjskom zatvoru, a da nije odao ni svoje ime.
Dana 24. srpnja 1953. proglašen je narodnim herojem.
Za vrijeme Jugoslavije u Splitu je jedna osnovna škola nosila njegovo ime.